# Дамиане
Дамиане (Дамианэ, груз. დამიანე; даты рождения и смерти неизвестны) — грузинский художник XIV века, известный своими росписями в монастыре Св. Георгия в имеретинском селе Убиси. Один из немногих средневековых грузинских художников известных по имени (другие — Тевдоре и Мануил Евгеник).
Фрески Дамиане и, возможно, его учеников, отличает необычный заострённый динамизм, отличающий их от более «статического» искусства XII и XIII веков. Некоторые исследователи связывают творчество Дамиане с Палеологовским возрождением.

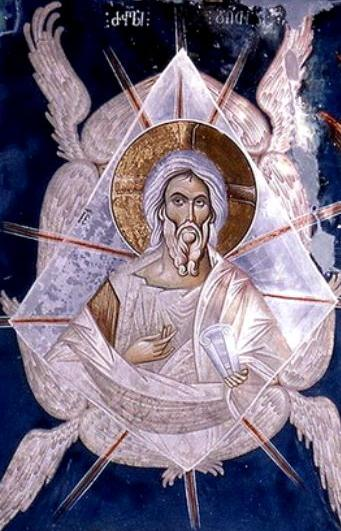
Ветхий денми (фреска, XIV век, Убиси, Грузия)
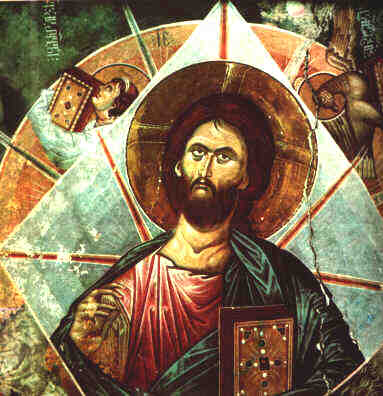
Христос Вседержитель